# Lac Achit
Le lac Achit (mongol : Ачит Нуур) est un lac situé à l'ouest de la Mongolie, dans les provinces de Uvs et de Bayan-Ölgii. Il couvre une surface de 290 km².

## Géographie
Le lac et ses environs ont été reconnus site Ramsar le 22 mars 2004.